# 广井王子
广井王子（1954年2月8日—），本名廣井照久，日本漫畫、動畫、遊戲策劃、腳本作者，舞臺演出家，RED ENTERTAINMENT董事长，立教大学法学部肄業，最具代表性的作品為《櫻花大戰》系列作品。

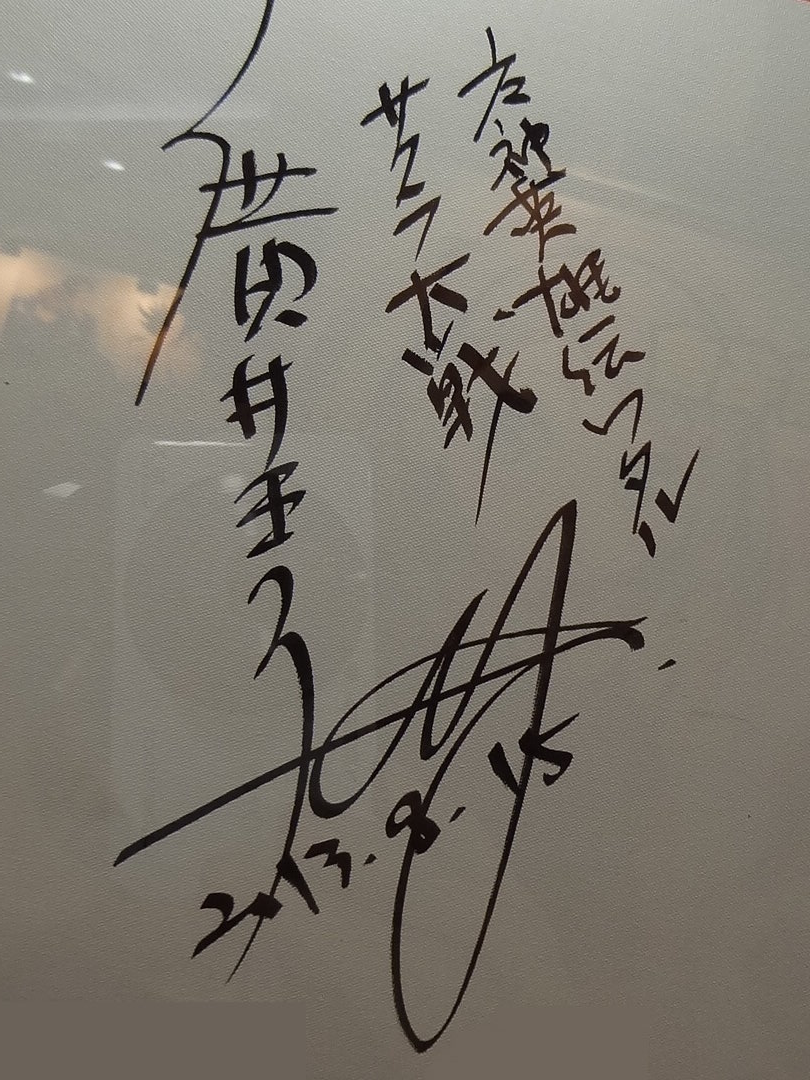
第14屆漫畫博覽會的廣井王子簽名

2013年8月15日，廣井王子在臺灣第14屆漫畫博覽會舉辦首場簽名會，並請到了帝國華擊團、巴里華擊團、紐育華擊團等表演團體做出盛大的演出。。

## 代表作品
- 魔神英雄傳
- 魔動王
- 桃太郎傳說
- 至尊勇者
- 天外魔境
- 樱花大战
- 機動新撰組 萌之劍
- 宿命迴響